# Biellese 1902
El Biellese 1902 es un club de fútbol de Italia, con sede en Biella, en la región de Piamonte. Fue fundado en 1902 y refundado en varias ocasiones. Compite en la Serie D, cuarta categoría del fútbol italiano.

## Palmarés

### Torneos nacionales
- Seconda Divisione (1): 1922-23
- Campeonato Dilettanti (1): 1996-97

### Torneos interregionales
- Seconda Divisione (1): 1925-26 (Grupo A)
- Serie C (1): 1947-48 (Grupo C)
- IV Serie (1): 1955-56 (Grupo A)
- Serie D (2): 1975-76 (Grupo A), 2008-09 (Grupo A)
- Campeonato Interregionale (1): 1982-83 (Grupo A)
- Campionato Nazionale Dilettanti (1): 1996-97 (Grupo B)

### Torneos regionales
- Eccellenza Piemonte-Valle d'Aosta (2): 1993-94 (Grupo B), 2024-25 (Grupo A)
- Promozione Piemonte-Valle d'Aosta (2): 1974-75 (Grupo A), 2010-11 (Grupo A)